# Grace Woodbridge Geer

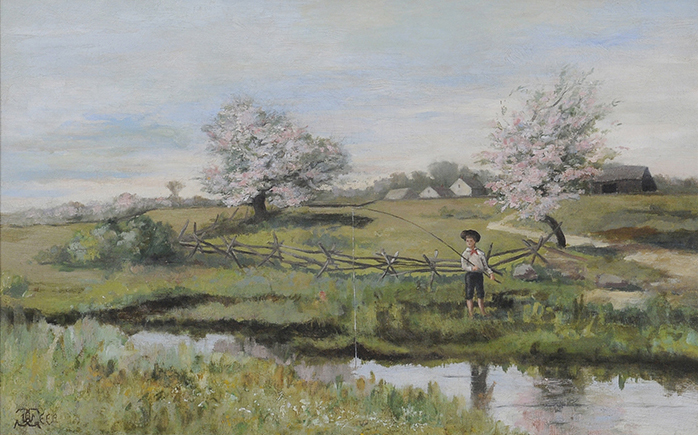
Summer pastime

Grace Woodbridge Geer (Boston, 1854-Boston, 1938) fue una pintora estadounidense.

## Biografía
Nació en 1854 en Boston, Massachusetts. Estudió en la Escuela de Arte Normal de Massachusetts y en el Instituto Lowell. También recibió instrucción de Edmund C. Tarbell, Frank Hector Tompkins, Samuel Triscott y Robert Vonnoh.
Fue miembro de la Sociedad de Arte Copley, la Sociedad Estadounidense de Pintores en Miniatura, la Sociedad de Descendientes de Mayflower de Massachusetts y el Club de Mujeres Profesionales de Boston. Sus miniaturas se exhibieron en la Sociedad Copley, el Museo de Bellas Artes de Boston, la Academia Nacional de Dibujo de Estados Unidos y la Penssylvania Academy of the Fine Arts.
Geer murió el 27 de junio de 1938 en Boston.